# Ostrožno pri Ponikvi
Ostrožno pri Ponikvi je naselje u slovenskoj Općini Šentjuru. Ostrožno pri Ponikvi se nalazi u pokrajini Štajerskoj i statističkoj regiji Savinjskoj. 

## Stanovništvo
Prema popisu stanovništva iz 2002. godine naselje je imalo 115 stanovnika.